# وندالیسم

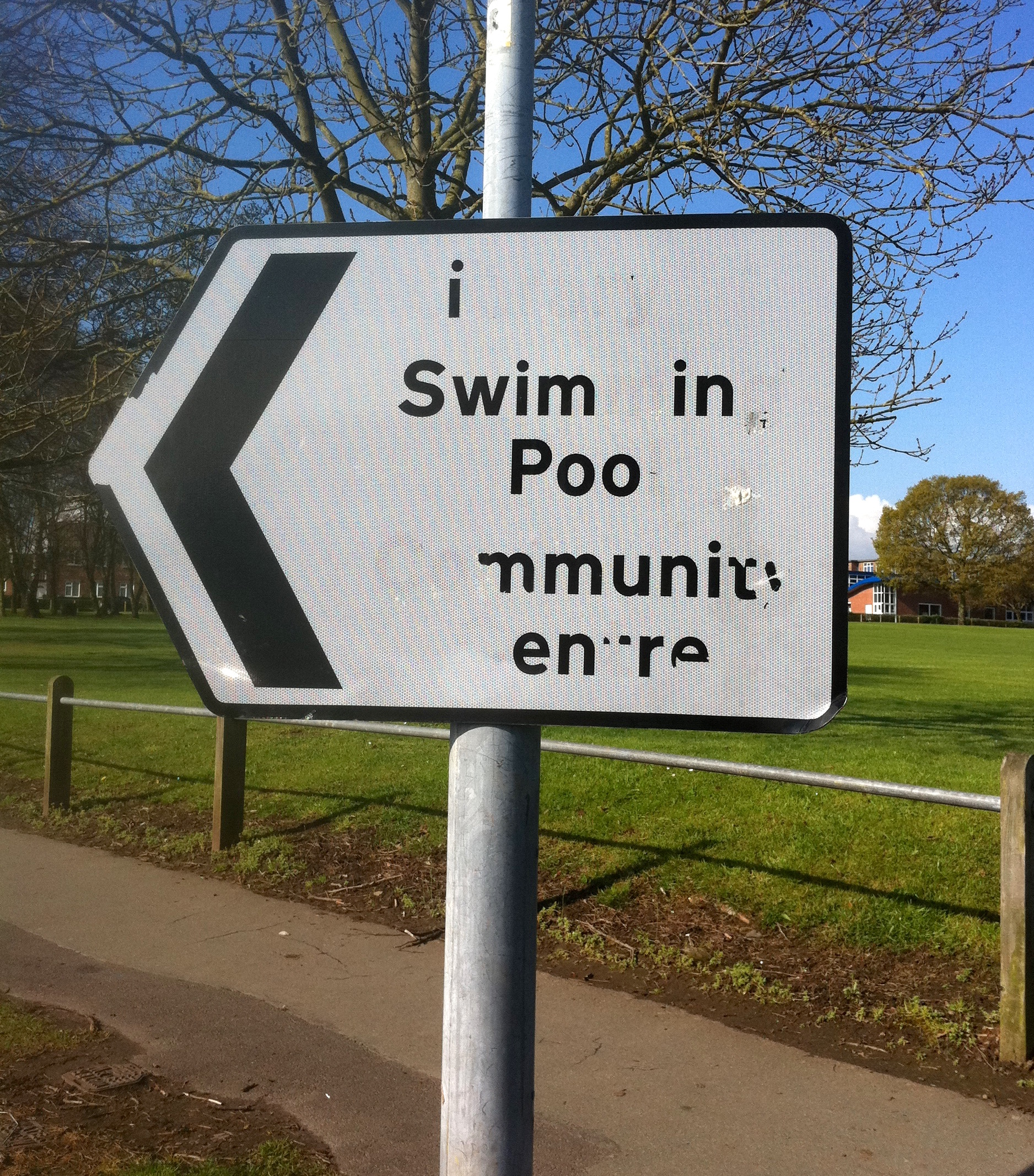
خرابکاری در یک تابلوی خیابانی

تخریب‌گرایی یا خرابکاری یا وَندالیسم (به انگلیسی: Vandalism) به معنای تخریب کنترل نشدهٔ اشیاء و آثار فرهنگی باارزش یا اموال عمومی است که یک ناهنجاری اجتماعی به حساب می‌آید و دلایل متعددی برای آن عنوان می‌کنند. وندالیسم را در زمرهٔ انحرافات و بزه‌کاری‌های جوامع جدید دسته‌بندی می‌کنند و آن را عکس‌العملی خصمانه و واکنشی کینه‌توزانه نسبت به برخی از فشارها، تحمیلات، ناملایمات، اجحاف‌ها و شکست‌ها تحلیل می‌کنند.

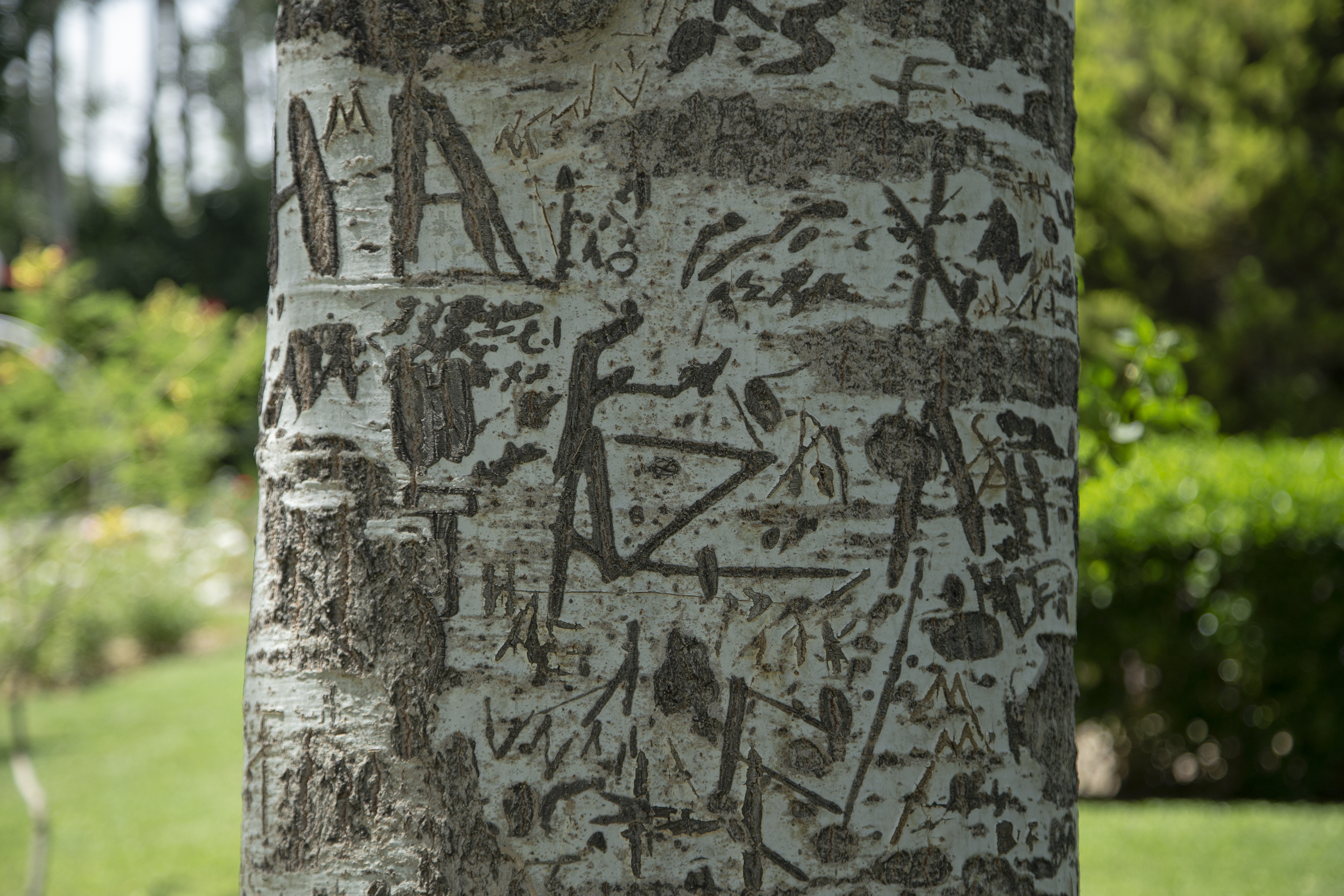
نمونه ای از وندالیسم بر پیکر یک درخت در پارک ناژوان شهر اصفهان

یکی از نابهنجاری‌ها گرایش جوانان به تخریب است، که در نوع خود می‌تواند شامل تخریب اموال عمومی، فضای سبز، جاده‌ها، فروشگاه‌ها، دیوارها، … باشد. کسی را که دست به چنین کارهایی می‌زند در اصطلاح جامعه‌شناسان «وَندال» می‌گویند، و گرایش به این‌گونه تخریب‌ها وندالیسم نامیده می‌شود. تخریب اموال عمومی از سوی جوانان و نوجوانان دارای عوارض و پیامدهای مادی و معنوی است.
اما در نگاه دقیق‌تر به این قضیه، می‌توان ابعاد عوارض انسانی را بسیار فراتر دید؛ بنابراین، با توجه به اینکه اکنون به دفعات شاهد تخریب اموال عمومی هستیم، تخریب اموالی مانند کیوسک‌های تلفن، اتوبوس‌ها، کندن جاده‌ها، خراب‌کردن دیوارها، شکستن شیشه‌های مغازه‌ها و به‌هم‌ریختن ورزشگاهها از سوی جوانان و نوجوانان در زمرهٔ وندالیسم به‌شمار می‌روند.

## ریشه لغوی

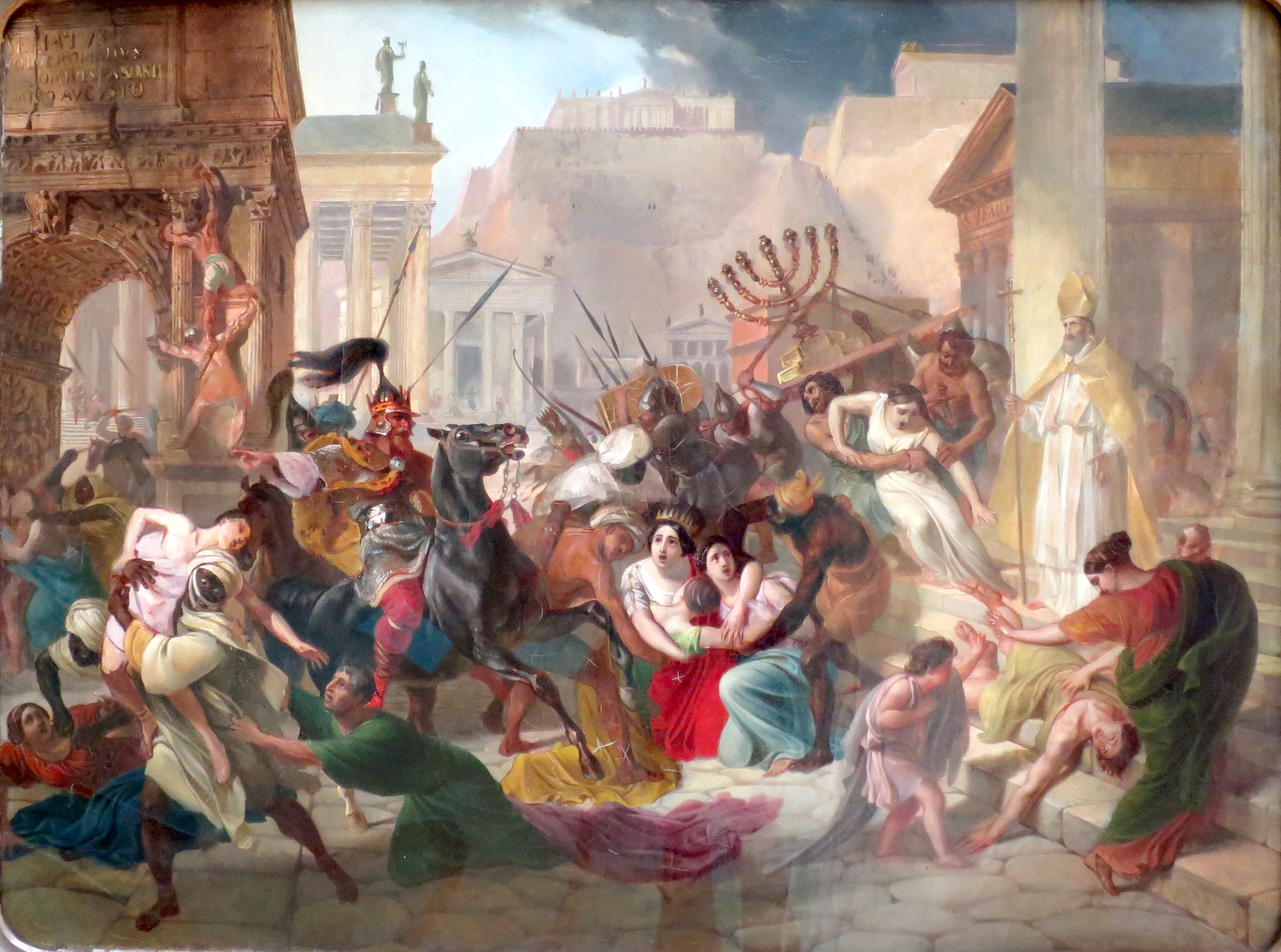
تاراج رم

دلیل نام گذاری این آسیب اجتماعی، رفتار مشابهی است که از سوی قوم «وندال‌ها» (Vandals)، در دوران باستان صورت پذیرفته بود. وندال‌ها یکی از زیرمجموعه‌های قوم ژرمن بوده‌اند که در قرون اول تا پنجم میلادی، در دوران سقوط امپراطوری روم غربی به تاخت و تازهای گسترده‌ای در قاره اروپا دست زدند و مهمترین اقدام آنان، غارت و ویرانی رم در سال ۴۵۵ میلادی بود. در این تاخت و تاز، بسیاری از بناهای تاریخی و فرهنگی رم، توسط وندال‌ها از میان رفت و آنان بدون توجه به قدمت و ارزش آثار روم باستان، این آثار را بی‌دلیل، نابود کردند. آن‌ها به رهبری شخصی به نام گایسریک بودند.
هنگام انقلاب فرانسه از وندالیسم به عنوان تخریب گران اموال عمومی مخصوصاً آثار هنری یاد می‌شود.

## وندالیسم اینترنتی
وندالیسم اینترنتی یا حملات فله‌ای، به تخریب کنترل‌نشدهٔ محیط وب می‌گویند که صدمات و ضربات جبران‌ناپذیری به صاحبان سایت‌ها، مراکز داده‌ها و شرکت‌ها وارد می‌کند و تا حد زیادی امنیت آنها را زیر سؤال می‌بَرد.

### علل وندالیسم اینترنتی
1. کنجکاوی و علایق شخصی
2. مسائل سیاسی
3. تعصب دینی و مذهبی

### نمونه‌هایی از وندالیسم اینترنتی
1. حمله به وبگاه پرشین بلاگ: در این حمله، کاربران این سرویس‌دهنده تا مدتی به‌صورت محدود به وبلاگشان دسترسی داشتند.
2. حمله به دیتاسنتر شرکت Our Iran: در این حمله، تا مدتی دسترسی به صدها وبگاه ایرانی، از جمله وبگاه بورس اوراق بهادار ایران، وب‌گذار، پارسیک، بلاگفا، بانک پارسیان، وبگاه‌های خبرگزاری فارس، خبرگزاری ایلنا و روزنامهٔ همشهری امکان‌پذیر نبود.

## نگارخانه

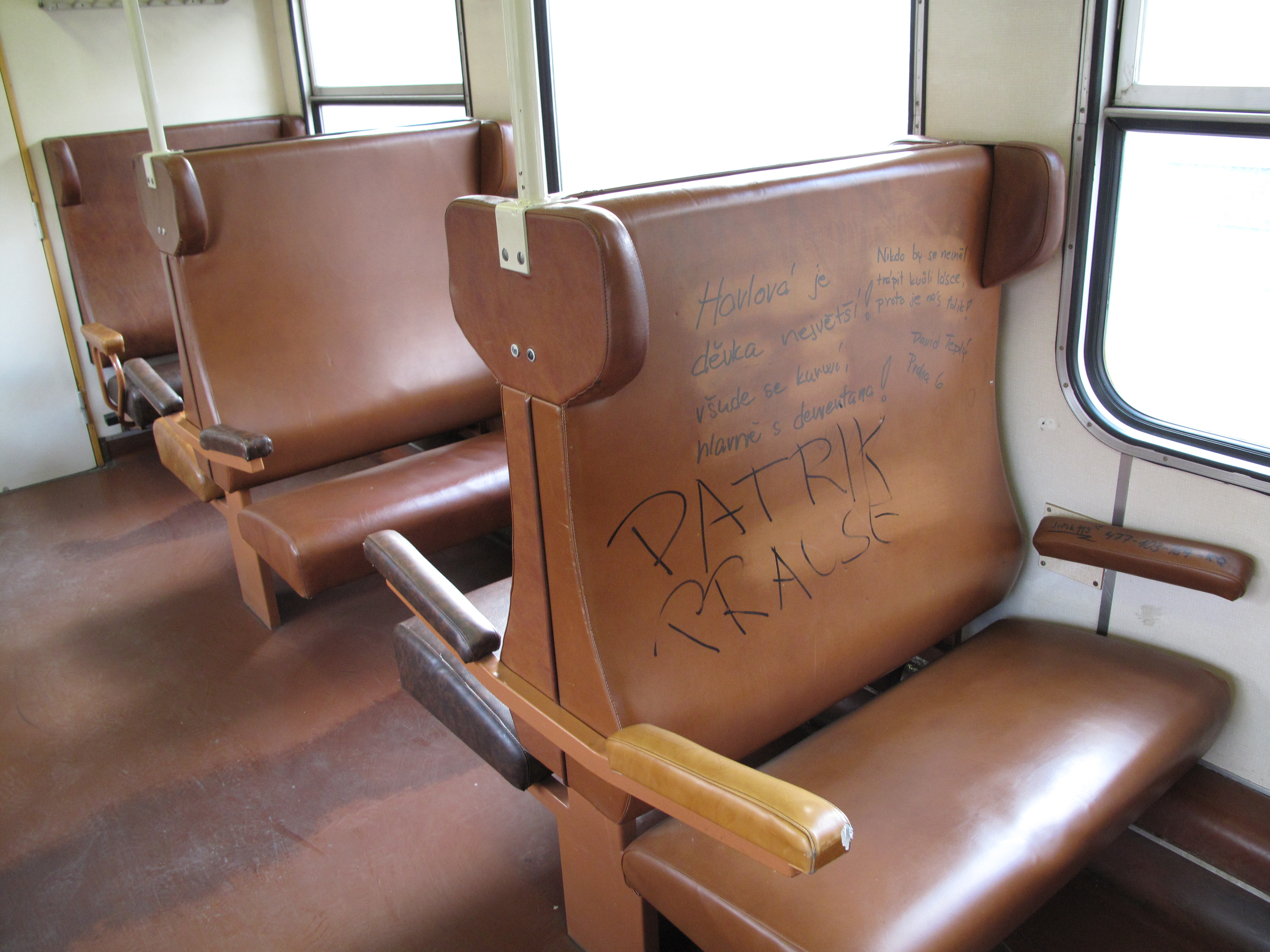
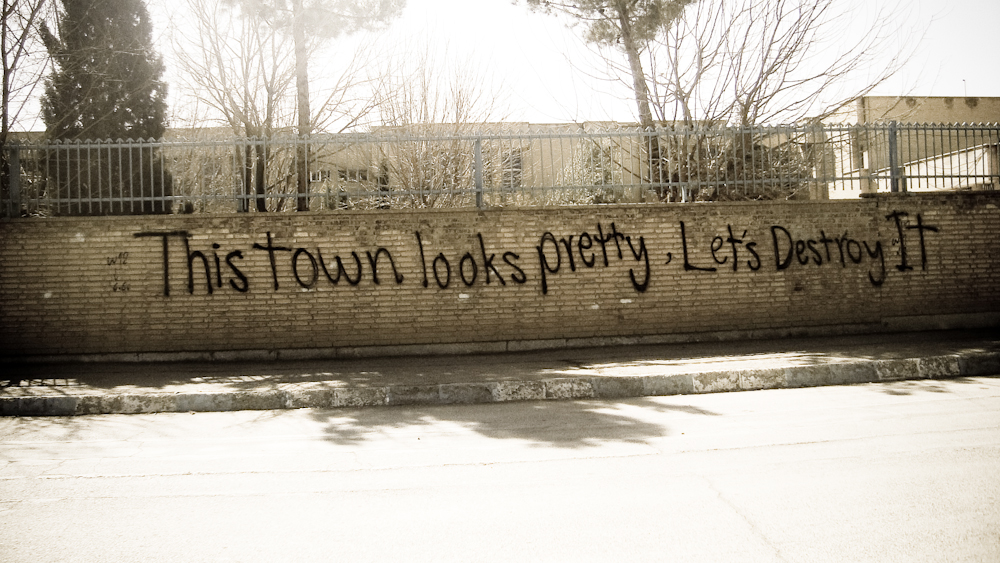
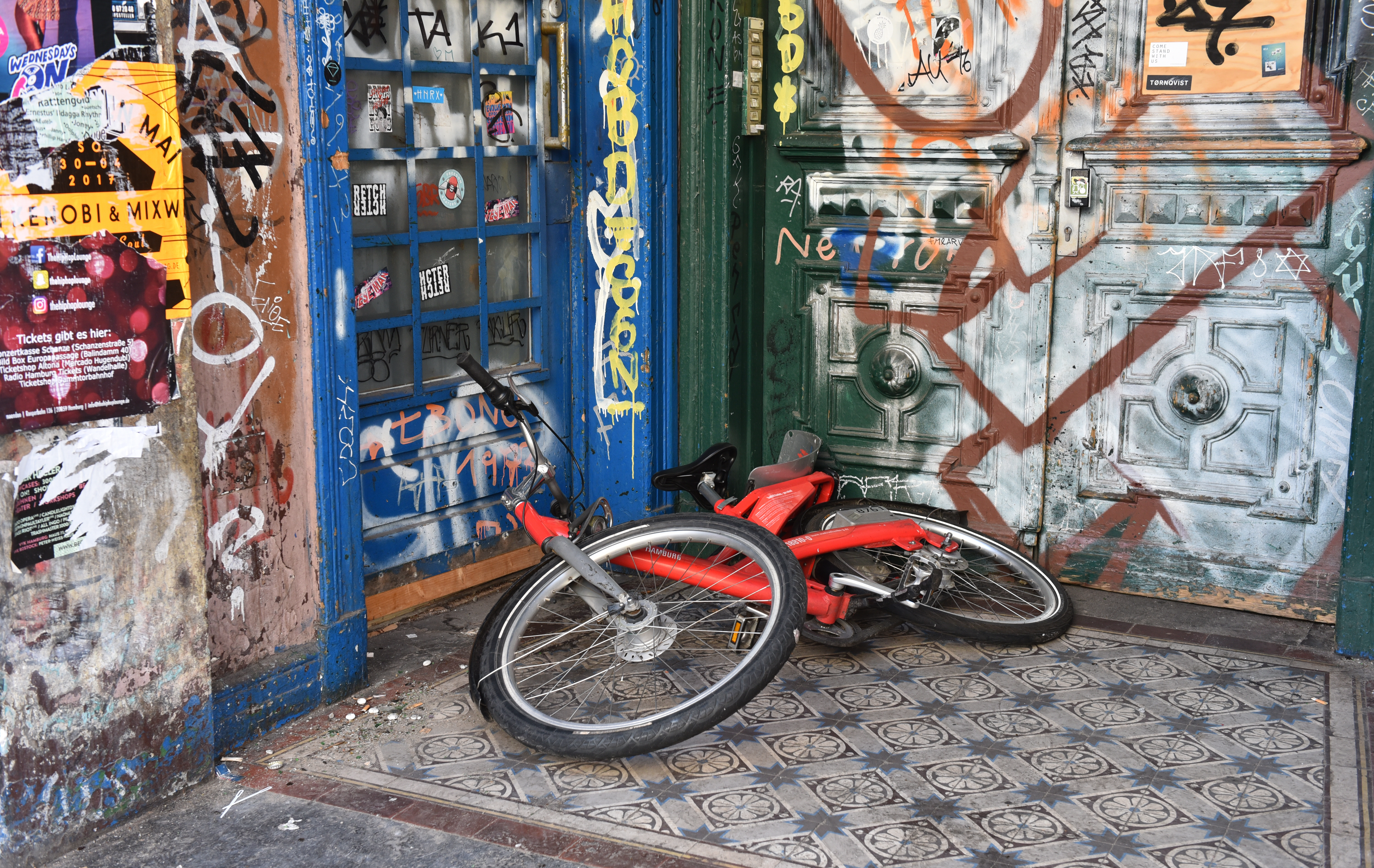
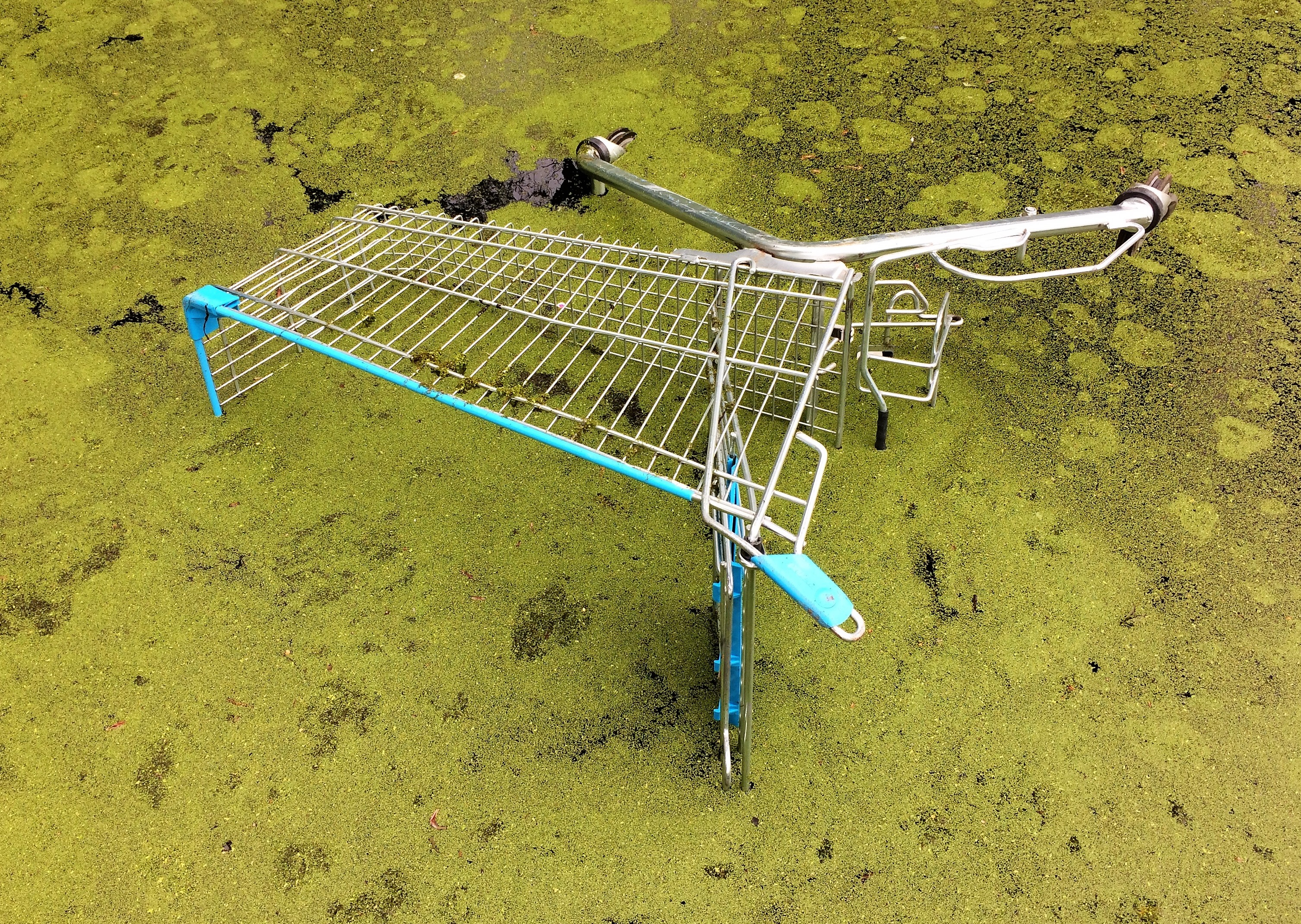
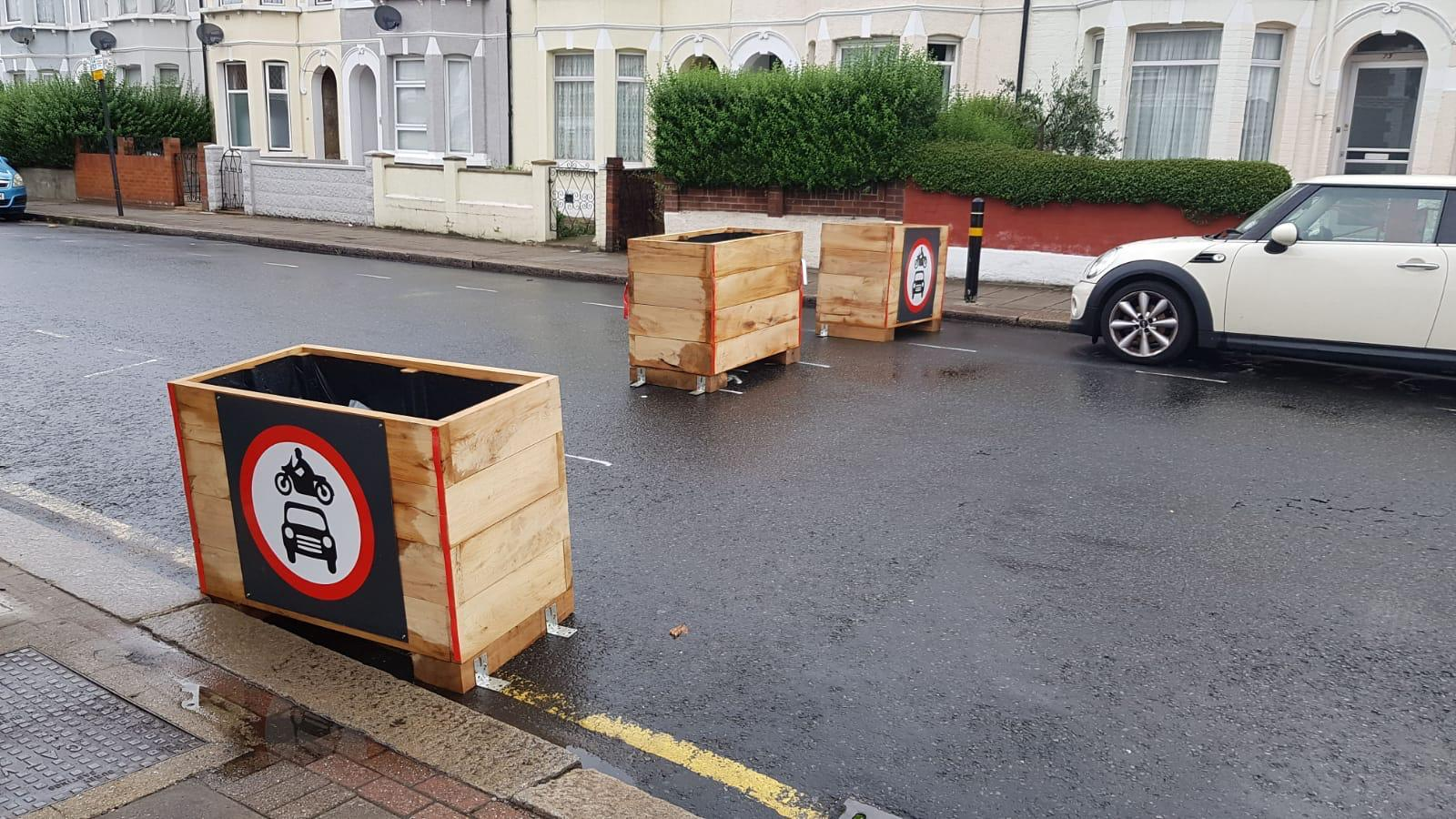